# Vrede van Aken (1668)

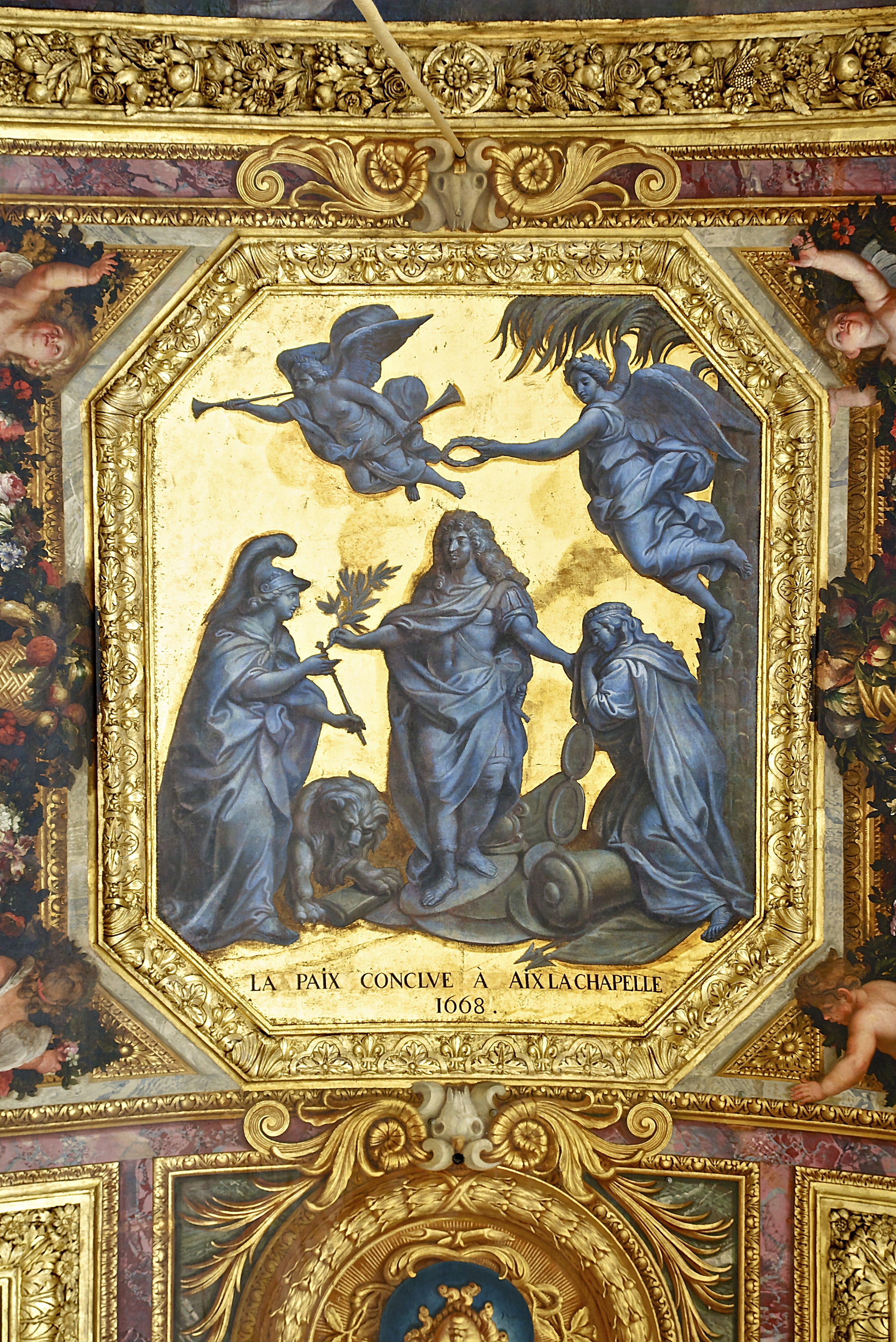
Allegorische voorstelling op een plafond in de Spiegelzaal van Versailles

De Vrede van Aken (2 mei 1668) bracht een einde aan de Devolutieoorlog, waarin de troepen van koning Lodewijk XIV van Frankrijk waren binnengevallen in de Spaanse Nederlanden en het Franche-Comté. Het verdrag kwam er op aandringen van de Triple Alliantie (1668) en was bemiddeld door paus Clemens IX.
Lodewijk XIV ging akkoord om de meest recente veroveringen op te geven: Aalst, Bergen en het Franche-Comté. Alle andere veroveringen werden bevestigd als Franse aanwinsten (zie de kaart van de Université de Liège en het Institut Destrée).
- In de kuststreek: Sint-Winoksbergen en Veurne
- In de streek van Leie en Schelde: Douai, Rijsel, Doornik, Kortrijk, Oudenaarde en Aat
- Een exclave met daarin Binche en Charleroi

Het verdrag was zeer nadelig voor de toekomstige verdediging van de Spaanse Nederlanden. Vestingsteden zoals Douai en Rijsel bewaakten niet langer de toegang tot de Nederlanden. Vanuit Aat oefende Lodewijk XIV een permanente druk uit op Brussel. Charleroi werd omgevormd tot een logistiek centrum gedurende de Hollandse Oorlog.